# Women on Web
Women on Web（WoW、ウィメン・オン・ウェブ）は、女性の健康と生命を守るための避妊と安全な中絶サービスへのアクセスを提唱し、促進するカナダの非営利団体。安全な中絶または避妊へのアクセスが必要な人は、Women on Webのwebサイトでオンライン相談を受けることができる。Women on Webプログラムは、アラビア語、英語、フランス語、ドイツ語、日本語、韓国語、ハンガリー語、インドネシア語、イタリア語、ペルシア語、ポーランド語、ポルトガル語、ロシア語、スペイン語、タイ語、トルコ語を含む16の言語で利用できるWebサイトである。この組織は、2005年にオランダの医師であるレベッカ・ゴンパーツによって設立された。
安全な中絶が利用できない場合、女性は自発的に健康と生命を危険にさらし、非衛生的な状態の資格のない人から安全でない中絶をすることを示している 。Women on Webの目標は、安全な遠隔医療による中絶へのアクセスを提供することにより、恥や汚名から解放され、すべての女性と妊娠中の人々が安全な中絶ケアにアクセスできるようにすることである。
自己管理による中絶は、妊娠9週前に自宅でミフェプリストンとミソプロストールを使用して行われる。ミフェプリストンとミソプロストールは98～99％の有効率で流産に似た中絶を誘発することにより妊娠を終了させる。British Journal of Obstetrics and Gynecologyに掲載された2008年の研究では、適切な情報と指示が与えられれば、女性は医師が実際に訪問しなくても自宅でミフェプリストンとミソプロストールを自己投与できることがわかった。

## 調査
中絶の結果とWomen on Webサービスを利用した女性の経験に関するいくつかの科学的研究は、遠隔医療による中絶が安全で、非常に効果的で、女性に受け入れられることを証明している。これは、Women on Webの助けを借りて行われた中絶は安全であると見なされていることを認めた世界保健機関によって確認されている。
団体はまた、安全な中絶サービスへのアクセスの障壁を浮き彫りにするために、中絶が法的に制限されていない国の女性からのデータを調査している。英国、オランダ、ハンガリー、米国などの国々の調査によると、中絶サービスが診療所や病院でしか利用できない場合、女性は中絶サービスにアクセスする際に障害に直面することがわかっている。

## サービスの利用方法
支援を受けたい者は、まず、インターネットでオンライン診察を記入する。日本語を含む22カ国語で記入可となっている。WoWに所属する医師が、オンライン診察内容を審査、禁忌や他の問題がない場合に薬は処方される。そして医師による処方せんに基づいて、中絶薬か避妊薬が国際郵便で配達される。
代表者のレベッカ・ゴンパーツはTIMEの2020年の最も影響力のある100人に選出された。コロナ禍において、妊娠中絶へのアクセスはより困難なものとなり、彼女の運営する団体Aid Accessは、米国全体で需要が急増し遠隔医療が増加した。安全な中絶は人権であるという理念を体現している。
この組織は、インドの薬剤師の助けを借りて、世界中の困っている女性にこれらの錠剤を出荷するのを支援している。組織が設立されて以来、20万人以上がWomen on Webに連絡し、ヘルプデスクには月に10,000通の電子メールが届いて支援した。しかし彼女は、そもそも女性が自国でタブーや恥ずかしがらずに医師の診察を受け、必要な薬を手に入れることができることが必要と考えている。Webでは、サービス利用者に国による経済格差を考慮した額で寄付を求め、日本で妊娠中絶薬を探している女性には90ユーロ（101ドル）が適用されている。
寄付はクレジットカードか銀行振り込みによるが、経済的にどうしても払えない場合、相談するよう掲載されている。寄付は全てウェブサイトや活動を維持するために使用されている。利用には特段年齢制限は設けられていないが、年齢を問わず服薬の際には信頼できる人が一緒にいるところでの利用が強く推奨されている。
彼女の研究では、団体がフォローアップを提供した265人の女性のうち16人（6.0%）情報は、薬を使用せず、残りの249のうち自宅で中絶をした女性、13.6%が外科手術を受けたと報告し、1.6%が継続的な妊娠していたと報告している。
Google Analyticsによると、毎月200万人がwomenonweb.orgにWomen on Webにアクセスしている。ほとんどの訪問者はブラジルからで、メキシコ、タイ、インドネシア、ポーランド、米国がそれに続く。しかしサウジアラビアやトルコなど一部の国では、ユーザーによるWebサイトへのアクセスがブロックされている。
2022年ウクライナのロシアの侵略が始まって以来、ウクライナ難民はポーランドに流入しているが、性暴行にあうケースも存在している。ポーランドでは中絶することがほとんど不可能なため団体はポーランドにおける支援にさらに力を入れている。

## 検閲
women on webのサイトはいくつかの国で検閲されているが、メインのウェブサイトが利用できない場合でも中絶のためのオンライン相談にアクセスする方法がある。women on webは、オンライン検閲を回避し、サービスへのアクセスを拡大するために、いくつかの現地語のサイトを維持している。以下参照。
- in South Korea: https://abortion.kr/
- in Saudi Arabia: https://ijhad.org/
- in Turkey: https://haplarlakurtaj.org/
- in Spain: https://comoabortar.org/
- in Poland, https://aborcja-polska.org/
- in Indonesia, https://aborsionline.org/
- in Malaysia, https://pengguguran.org/

団体にメールを送信することもでき、ヘルプデスクに相談フォームでメールで送信できる。

## 使用する経口中絶薬
自己管理による中絶は、妊娠9週前に自宅でミフェプリストンとミソプロストールを使用して行われる。ミフェプリストンとミソプロストールによる中絶について、団体はほとんどのヨーロッパ諸国で使用され、ミフェプリストンとミソプロストールは、世界保健機関(WHO)の必須医薬品のコアモデルリストに記載されていると宣言している。WHOは薬剤による中絶は安全かつ効果的であることが立証されていると表明している。
また、同団体は現在妊娠していなくても、将来予期せず望まぬ妊娠をして時に備え、中絶薬を常備するための支援を2022年2月より開始している。

## 日本からの活用
この団体はオンライン診療を通して日本人女性にも避妊薬・妊娠中絶薬を処方しており、メールは日本語でも可能である。厚労省によると、WoWを通じて処方を受ける場合には制度上「個人輸入」にあたり医薬品医療機器等法（薬機法）に基づき医師の診断書や指示書が必要になるが、国外の医師の処方せんもこの指示書にあたるため問題がないとされる。しかし、本人を含む、母体保護法指定医以外の人が中絶をした場合、刑法上の堕胎罪に当たる可能性があることも報道されている。この団体代表者レベッカ・ゴンパーツ医師は、社会権規約（ICESCR）に批准している日本政府には、避妊薬、その他の避妊方法、緊急避妊薬、中絶薬を含むWHOの必須医薬品を確保する義務があるため、日本の女性たちには中絶薬を使う権利を持ち中絶薬は安全であり世界中で使用されていると表明している。日本からWoWに連絡をした女性たち、支援を受けた女性たちは年々増加し、2011年から2020年までに合計4175件の相談件数と、2286件の避妊薬・妊娠中絶薬の発送件数があった。
2023年に国内で中絶薬であるメフィーゴパックが承認された。これにより代替薬が国内に存在することで他社製品含め、ミフェプリストンを含有する経口中絶薬については原則として医師による個人輸入も認められなくなったと厚生労働省の公式サイトに掲載されている。メフィーゴパックは、登録された指定医師の確認の下で使用するため、指定医師の指示に従って投与が必須となっている。